# Грошей немає, але ви тримайтеся

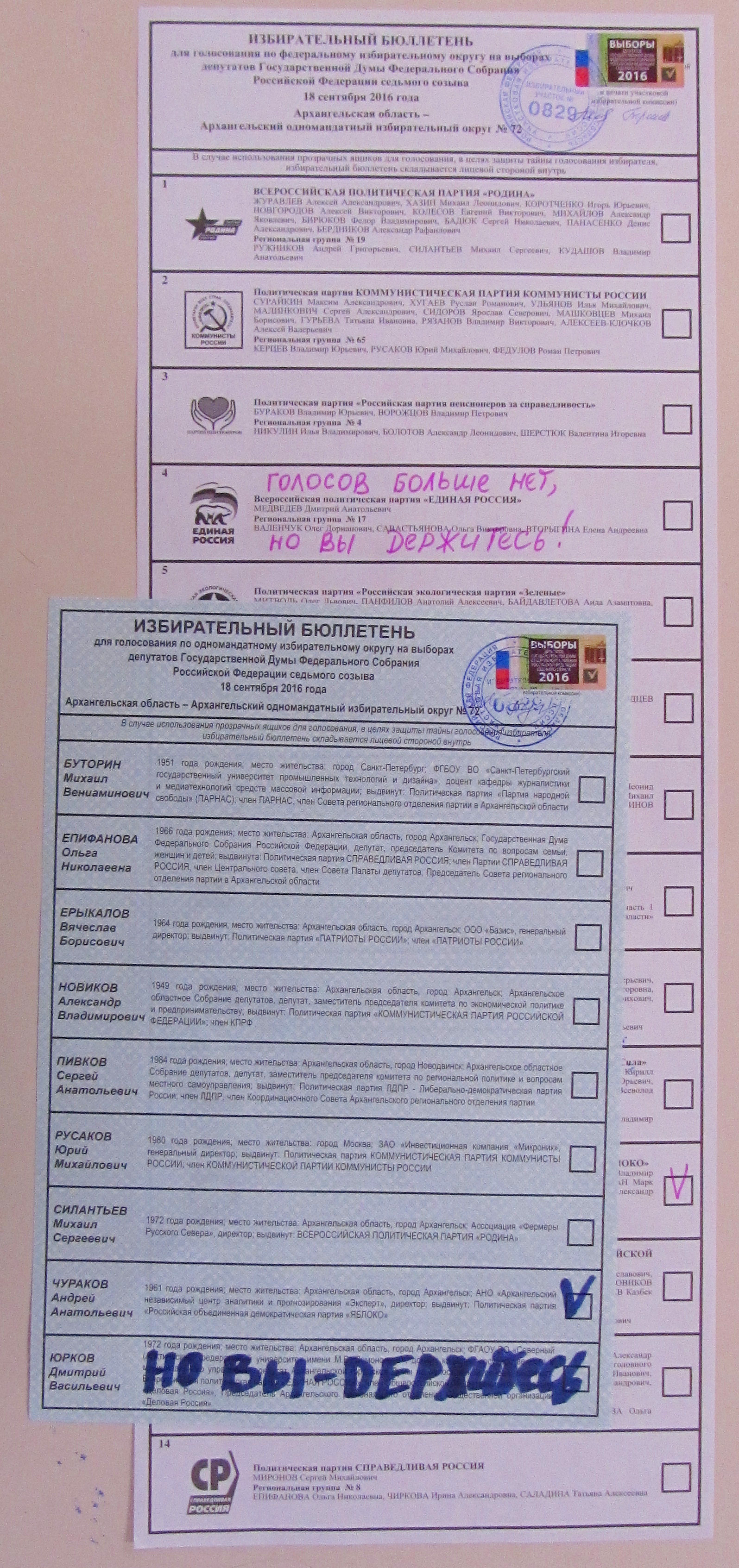
Бюлетені для голосування на виборах депутатів Держдуми з написом у графі «Єдиної Росії»: «Голосів більше немає, але ви тримайтеся!», 18 вересня 2016 року

«Грошей немає, але ви тримайтеся» (рос. «Денег нет, но вы держитесь») — скорочена версія фрази, вимовленої в 2016 році прем'єр-міністром Росії Дмитром Медведєвим під час візиту в окупований Росією Крим у відповідь на скаргу пенсіонерки про розмір пенсії. Фраза широко поширилася в Рунеті і стала мемом.

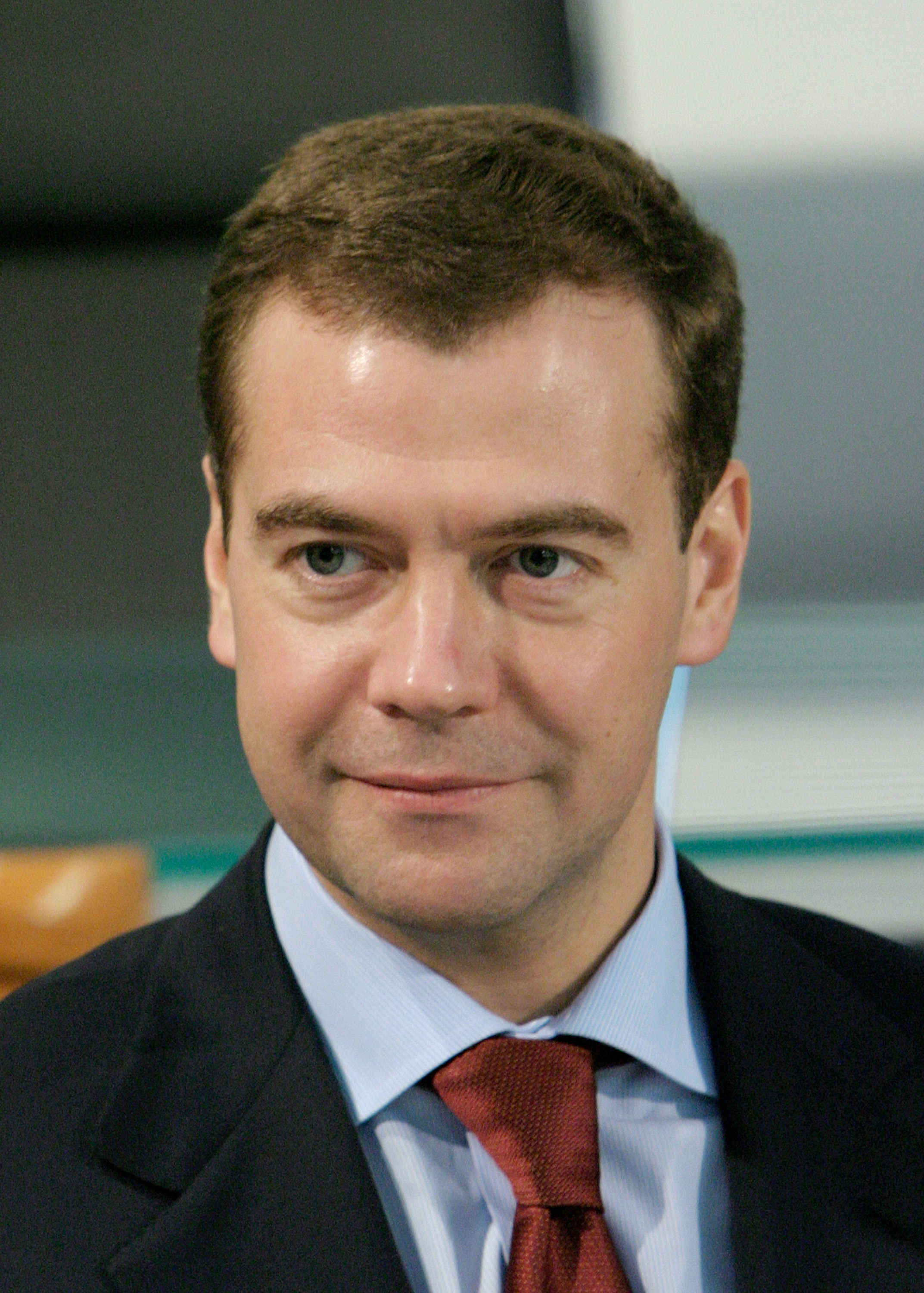
Дмитро Медведєв

Під час візиту Медведєва в Феодосію до нього підійшла пенсіонерка, яка сказала, що у неї розмір пенсії 8 тисяч рублів і запитала: «Ви ж сказали, буде індексація, де вона в Криму, ця індексація? Що таке 8 тисяч? Це мізер. Ноги витирають об нас тут!». Також чути фразу: «На пенсію неможливо прожити, ціни шалені». Медведєв відповів: «Її ніде немає, ми взагалі не приймали, просто грошей немає. Знайдемо гроші, зробимо індексацію. Ви тримаєтеся тут, вам всього доброго, гарного настрою і здоров'я».
Наступного дня Пенсійний фонд Росії заявив, що кримські пенсіонери отримують пенсію або у збереженому розмірі, або у розмірі, розрахованому за російськими законами — вибирається варіант з найбільшим розміром. При цьому збережені пенсії не індексуються, поки не зрівняються з пенсіями, розрахованими за законами Росії. Пізніше виступив президент Володимир Путін, який сказав, що не бачив, про що саме говорив Медведєв, але, за його словами, «уряд націлений на виконання всіх соціальних зобов'язань».
У травні 2018 року журналісти видання «Новая газета» розшукали ту саму пенсіонерку та дізналися, що після запитання Медведєву, пенсію їй так і не проіндексували. Пенсіонерку звуть Ганна Буянова, мешкає у Криму в селі Новопокровка.
|  | «Спочатку обіцяли. Сказали, що 11 000 буде. Але в підсумку в квітні минулого року зробили тільки надбавку до прожиткового мінімуму. І тепер замість 8 058 рублів я отримую 8 500. Але це не індексація», — розповіла Ганна Буянова. |

## Популярність
Відеоролик з інцидентом виклали в Інтернет 23 травня, протягом двох тижнів він набрав майже три з половиною мільйони переглядів. «Німецька хвиля» пише, що ролик набув «вірусної популярності», у рунеті на нього відреагували «тисячами жартів». Російський шоумен Семен Слєпаков присвятив фразі пісню «Звернення до народу».
Британська Times писала, що фраза викликала негативну реакцію в адресу уряду. Як пише Financial Times, фраза стала мемом, на думку газети, громадська реакція на фразу демонструє спосіб мислення населення, яке звикло до економічних негараздів — гумор і стоїцизм.
Фразу використовували у соціальних мережах Альфа-банк (пізніше видалено) і оператор Tele2 (пізніше відмовився).